# 阔柄蟹甲草
阔柄蟹甲草（学名：Parasenecio latipes）是菊科蟹甲草属的植物，是中国的特有植物。分布于中国大陆的云南、四川等地，生长于海拔3,200米至4,100米的地区，常生长在冷杉林下、林缘及灌丛中，目前尚未由人工引种栽培。

## 异名
- Cacalia latipes (Fanch.) Hand.-Mazz.